# Bernard Deflesselles
Bernard Deflesselles (* 16. Oktober 1953 in Paris) ist ein französischer Politiker. Er ist seit 1999 Abgeordneter der Nationalversammlung.
Nach seinem Jura- und Wirtschaftswissenschaftenstudium arbeitete Deflesselles als Ingenieur bei IBM. 1992 zog er in den Regionalrat ein und war als Gemeinderatsmitglied von Aubagne von 1995 bis 2001 auch auf lokaler Ebene politisch tätig. Nachdem 1999 die Wahl des Kommunisten Alain Belviso im 9. Wahlkreis des Départements Bouches-du-Rhône vom Vorjahr für ungültig erklärt wurde, bewarb sich Deflesselles erfolgreich um das Mandat. 2002, 2007 und 2012 wurde er wiedergewählt. Er gehört der 2002 gegründeten UMP an. Im Vorfeld der UN-Klimakonferenz in Kopenhagen warb Deflesselles am 1. Dezember 2009 in einem gemeinsamen Appel mit dem Sozialisten Jérôme Lambert für eine Ausweitung des Klimaschutzes.
Siehe auch: Liste der Mitglieder der Nationalversammlung der 15. Wahlperiode (Frankreich), Liste der Mitglieder der Nationalversammlung der 14. Wahlperiode (Frankreich), Liste der Mitglieder der Nationalversammlung der 13. Wahlperiode (Frankreich) und Liste der Mitglieder der Nationalversammlung der 12. Wahlperiode (Frankreich)